# HD 43691 b
HD 43691 b是一顆距離地球約304年的太陽系外行星，位於御夫座，屬於類木行星。目前因為不知道它的軌道傾角，只能得知其質量下限。該行星與母恆星的距離小於太陽和水星的距離。